# Felipe Pires
Felipe Augusto Rodrigues Pires (São Paulo, 1995. április 18. –) brazil labdarúgó, aki jelenleg a HNK Rijeka játékosa.

## Pályafutása
A Red Bull Brasil akadémiáján nevelkedett, majd Lucas Venutóval a német testvér csapat az RB Leipzig korosztályos csapatához kerültek. Fél év múlva mindketten az osztrák FC Liefering játékosai lettek. 2014. július 18-án debütált a TSV Hartberg elleni másodosztályú mérkőzésen. Ezt követően még 26 bajnokin lépett pályára és 11 gólt szerzett. Az SV Mattersburg elleni bajnokin duplázott. 2015-ben felkerült a Red Bull Salzburg együtteséhez az első osztályba. Február 19-én a Villarreal elleni Európa-liga mérkőzésen debütált, Massimo Bruno cseréjeként a 64. percben. Három nappal később a bajnokságban is debütált, az SV Ried elleni mérkőzésen amelyen megszerezte az első gólját a csapatban. A kupa döntőn az Austria Wien ellen gólt szerzett és megnyerték a kupát.
Augusztus 25-én aláírt a német Hoffenheim csapatához. Pár nappal később kölcsönbe került az FSV Frankfurt klubjához. Öt nappal később a St. Pauli ellen debütált, majd novemberben a Kaiserslautern ellen első gólját is megszerezte. A következő szezonban ismét kölcsönadták, visszatért az osztrák bajnokságba. Az Austria Wien játékosa lett és ismét együtt játszott Lucas Venutóval. 2019. január 1-jén a szezon végéig kölcsönbe került a Palmeiras csapatához, valamint 2021. június 30-ig meghosszabbította szerződését a Hoffenheim csapatával. Ugyanebben az évben ismét kölcsönbe került, a szintén brazil Fortaleza klubjához. 2020. február 11-én a horvát HNK Rijeka klubjához távozott szintén kölcsönben.

## Sikerei, díjai
- Red Bull Salzburg:
  - Osztrák Bundesliga: 2014–15, 2015–16
  - Osztrák kupa: 2015